# Halcón icónico
«Halcón icónico» es una fotografía de Armando Salgado tomada el 10 de junio de 1971 durante la Matanza del Jueves de Corpus. Publicada en la revista ¿Por qué? y en Time, se convirtió en la fotografía más difundida de los hechos.

## Descripción
La fotografía muestra en primer plano al integrante del grupo paramilitar los Halcones apodado como «El Gene» o «El General» corriendo con una vara de membrillo usada como sable de kendo por la calzada México-Tacuba con dirección al poniente, casi al cruce con la calle Quetzalcóatl, en la colonia Tlaxpana. El personaje está gritando con un gesto de furia, corriendo en ataque hacia las personas que participaban en la marcha. Según testigos, al correr los Halcones gritaban «¡Halcones, halcones!» y «¡Viva el Ché Guevara!», grito que utilizaban para hacerse pasar como manifestantes, infiltrar las marchas y dejar en la opinión pública la responsabilidad de los daños a los participantes de la marcha, quienes tenían en el guerrillero un ícono.
Al fondo se observan una decena más de halcones, y un grupo de personas al fondo observando en las escaleras del entonces cine Cosmos, hoy Faro Cosmos.

## Historia
Roger Méndez, jefe de redacción de la revista ¿Por qué? asignó a Salgado el cubrir la manifestación del 10 de junio de 1971. Al llegar al cruce de Avenida de los Maestros y Calzada México-Tacuba, los Halcones comenzaron su ataque. Según Armando Salgado:

Estaba cerca del cine Cosmos cuando se escuchó el alarido de Los Halcones. Empezaba a salir la marcha de los maestros normalistas hacia San Cosme cuando tronó el alarido y ahí hice la fotografía que es más conocida. ¿Qué hacían Los Halcones? ¿Cómo se comportaban? Gritaban "¡Que viva el Che Guevara, cabrones!" Gritaban como locos, daban aullidos, alaridos, particularmente aquel halcón de la foto famosa, que venía justo hacia mí, para golpearme, pero la tunda le tocó a un compañero de la NBC
Armando Salgado

El pandillero apodado «El Gene» o «El General» fue reclutado por el militar y jefe de los Halcones, Manuel Díaz Escobar. Existe el registro fotográfico en la misma jornada de cómo «El Gene» fue subido en una ambulancia tras ser herido en la refriega por sus mismos compañeros. Tanto los Halcones como la policía y los grupos infiltrados entre los estudiantes tenían la orden de destruir o decomisar cámaras de cine y fotográficas, golpeando brutalmente a reporteros y camarógrafos para lograr su objetivo. Salgado logró escapar del lugar de los hechos al refugiarse en una vinatería, y ser ayudado por una mujer que ocultó los rollos fotográficos de la matanza incluidas las tomas de «Halcón icónico». Salgado logró llegar a su casa en donde tenía un laboratorio de revelado propio y al siguiente día, 11 de junio por la mañana, llevó los materiales a las redacciones de ¿Por qué? y Time Life.
La revista de línea disidente ¿Por qué? rompería el cerco mediático establecido por el gobierno a través de la coptación y la censura de los medios de comunicación masiva ejercida por entonces, y la publicaría  con el titular «A nadie engaña el regente. La matanza fue oficial» el 24 de junio de 1971. De ahí, otros medios de comunicación nacionales e internacionales retomarían la fotografía sin acreditar ni pagar a Salgado la explotación de la misma.

## Impacto en la sociedad
A diferencia de la masacre de Tlatelolco, en donde el Estado censuraría directamente las primeras planas del 3 de octubre de 1968, la brutalidad policaca y las detenciones arbitrarias ejercidas hacia los representantes de la prensa suscitaría el enojo de los propios periódicos y sus asociaciones gremiales. En protesta por ello deciden publicar en las primeras planas de los periódicos algunas fotos de la masacre.
La fotografía se convertiría en una representación del terrorismo de Estado, llamada «Guerra sucia», del gobierno de México hacia sus grupos disidentes y en la representación más reproducida sobre la matanza. Ha sido referida en distintas ocasiones con el nombre de «Halcón icónico». Jorge Mendoza nombra la fotografía como un «artefacto de la memoria» al convertirse no sólo en el referente visual inmediato del Halconazo sino en su capacidad de ser reproducida en otros contextos, por ejemplo, pancartas de manifestaciones estudiantiles, películas, documentales, museografías o arte callejero. En 2018 un ataque porril ocurrido en la Ciudad Universitaria dejó como resultado la viralización en redes sociales de la fotografía de un integrante de estos grupos paramilitares a semejanza del Halcón de 1971. El fotógrafo Diego Uriarte encontraría la toma aprovechando la función de «Halcón icónico» en la sociedad mexicana sin buscarlo directamente.